# Веранн
Веранн (фр. Véranne) — коммуна на юго-востоке Франции, находится в департаменте Луара региона Рона — Альпы.
Веранн расположен на расстоянии около 430 км к северо-западу Парижа, 50 км к северу от Лиона, 23 км на запад от Сент-Этьена.
Мэр — Юбер Дюма (фр. Hubert Dumas), выбранный на эту должность в 2001 году.
По состоянию на 2009 год население составляет 770 человек, (333 мужчины и 326 женщин). 125 человек были моложе 15 лет, 60 — в возрасте от 15 до 24, 160 — в возрасте от 25 до 44 лет, 214 — в возрасте 45—64 лет, 92 жителя — в возрасте 65—85 лет, и 8 человек — старше 85. В 2008 году в Веранне насчитывалось 315 домохозяйств.
В 2007 году среди 456 человек в трудоспособном возрасте (15—64 лет) 344 были активны, 112 — неактивны (показатель активности — 75,4 %). Из 344 активных было трудоустроено 316 человек (174 мужчины и 142 женщины), безработных — 28 (11 мужчин и 17 женщин). Среди 112 неактивных 28 человек были учениками или студентами, 32 — пенсионерами, 52 были неактивными по другим причинам. Средний доход каждого жителя около 18 422 евро.
На территории населённого пункта были обнаружены следы поселения времён Железного века. Предположительно в X веке здесь существовала кельтское поселение.
Большинство зданий в городке построены из камня. Местные жители заняты в основном в сельском хозяйстве, выращивая на своих участках фрукты и разводя крупный рогатый скот. Ранее вераннцы говорили на форезьенском диалекте франкопровансальского языка, однако сейчас он практически не употребляется.
Достопримечательности: замок Буиссон (XVIII век), церковь (XIX век), часовня и статуя св. Сабины (XVII век).